# High (The Blue Nile)
High è il quarto album del gruppo musicale scozzese The Blue Nile, pubblicato dall'etichetta discografica Sanctuary il 30 agosto 2004.

## Descrizione
L'uscita dell'album, pubblicato 8 anni dopo il precedente lavoro Peace at Last, fu preceduta da quella del singolo I Would Never.

## Accoglienza
| Recensione   | Giudizio |
| ------------ | -------- |
| AllMusic     |          |
| The Guardian |          |
| The Observer |          |
| Ondarock     | 7.5/10   |
| Uncut        |          |

Hats ha ricevuto recensioni miste da parte della critica specializzata.
Richard Williams del Guardian elogia la coesione tra i vari brani dell'album e nota che, «nonostante High segni un cambio di rotta rispetto ai precedenti lavori, gli ingredienti che lo compongono sono familiari». Una simile idea è espressa da David Jeffries di AllMusic, che sostiene che «dandogli il tempo di essere assimilato, High si inserisce bene nel canone della band».
Più negativa è l'opinione di Barney Hoskyns dell'Observer, che afferma che «dopo 20 anni, la musica dei The Blue Nile inizia ad essere un po' prevedibile». Sullo stesso tono, la rivista Uncut, pur elogiando il brano d'apertura Days of Our Lives, assegna all'album 2 stelle su 5, sottolineando che «il disco è colmo della stessa malinconia che ha caratterizzato la band a partire dal 1984».

## Tracce
Testi e musiche di Paul Buchanan.
1. The Days of Our Lives – 3:32
2. I Would Never – 4:26
3. Broken Loves – 5:20
4. Because of Toledo – 3:53
5. She Saw the World – 3:36
6. High – 3:46
7. Soul Boy – 4:40
8. Everybody Else – 3:50
9. Stay Close – 7:46

## Classifiche
| Classifica (2004) | Posizione massima |
| ----------------- | ----------------- |
| Regno Unito       | 10                |
| Belgio (Fiandre)  | 48                |